# Partido judicial de Tarazona
El Partido Judicial de Tarazona, es el partido judicial n.º 2 de la provincia de Zaragoza en la comunidad autónoma de Aragón.
El ámbito territorial, que viene regulado por el Real Decreto 529/1983, de 9 de marzo, comprende los municipios:
Agón, Ainzón, Alberite de San Juan, Albeta, Alcalá de Moncayo, Ambel, Añón de Moncayo, Bisimbre, Borja, Bulbuente, Bureta, El Buste, Los Fayos, Fréscano, Fuendejalón, Grisel, Litago, Lituénigo, Maleján, Malón, Novallas, Pozuelo de Aragón, San Martín de la Virgen de Moncayo, Santa Cruz de Moncayo, Tabuenca, Talamantes, Tarazona, Torrellas, Trasmoz, Vera de Moncayo y Vierlas